# Taubenturm (Perrex)

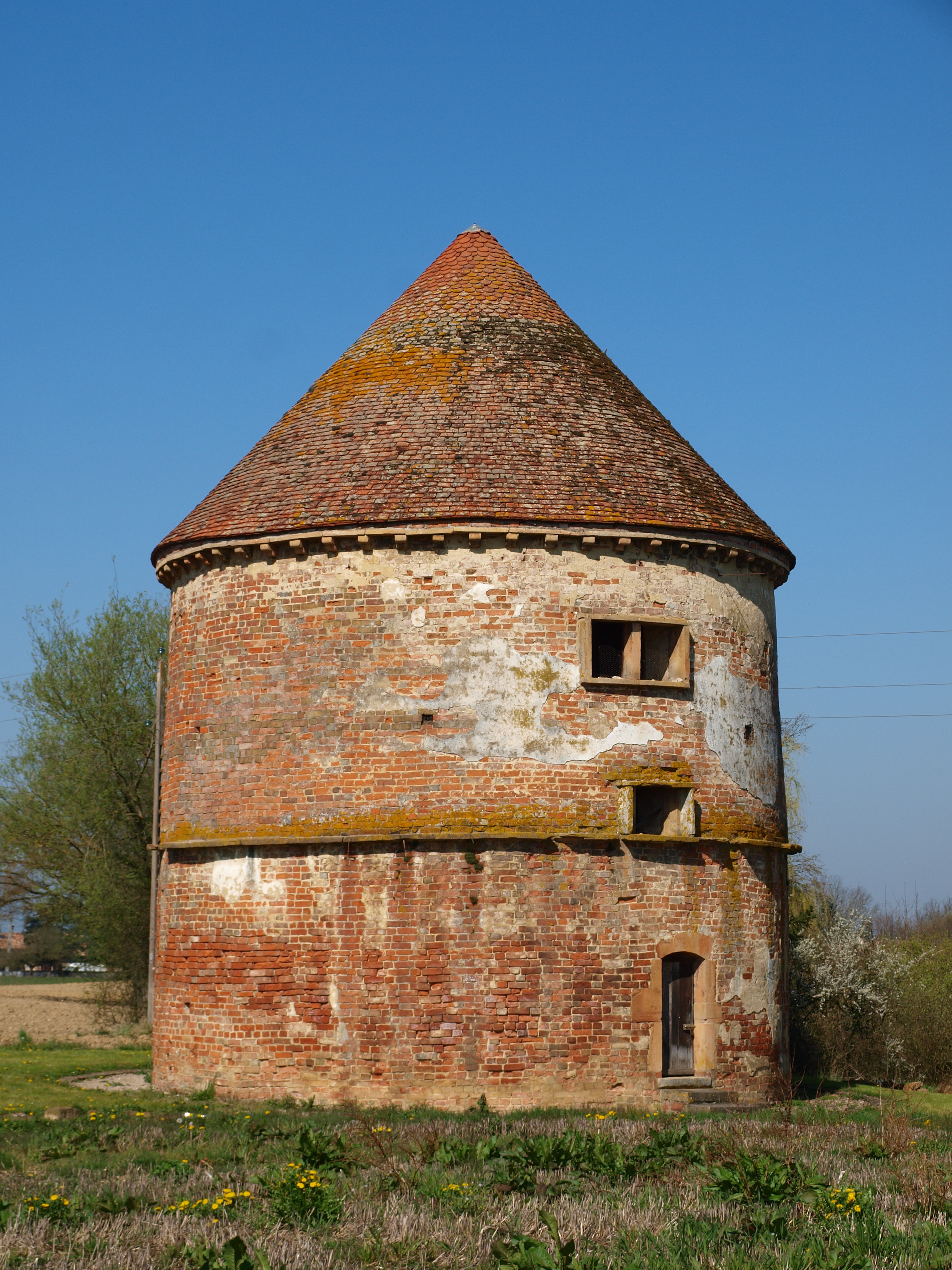
Taubenturm in Perrex

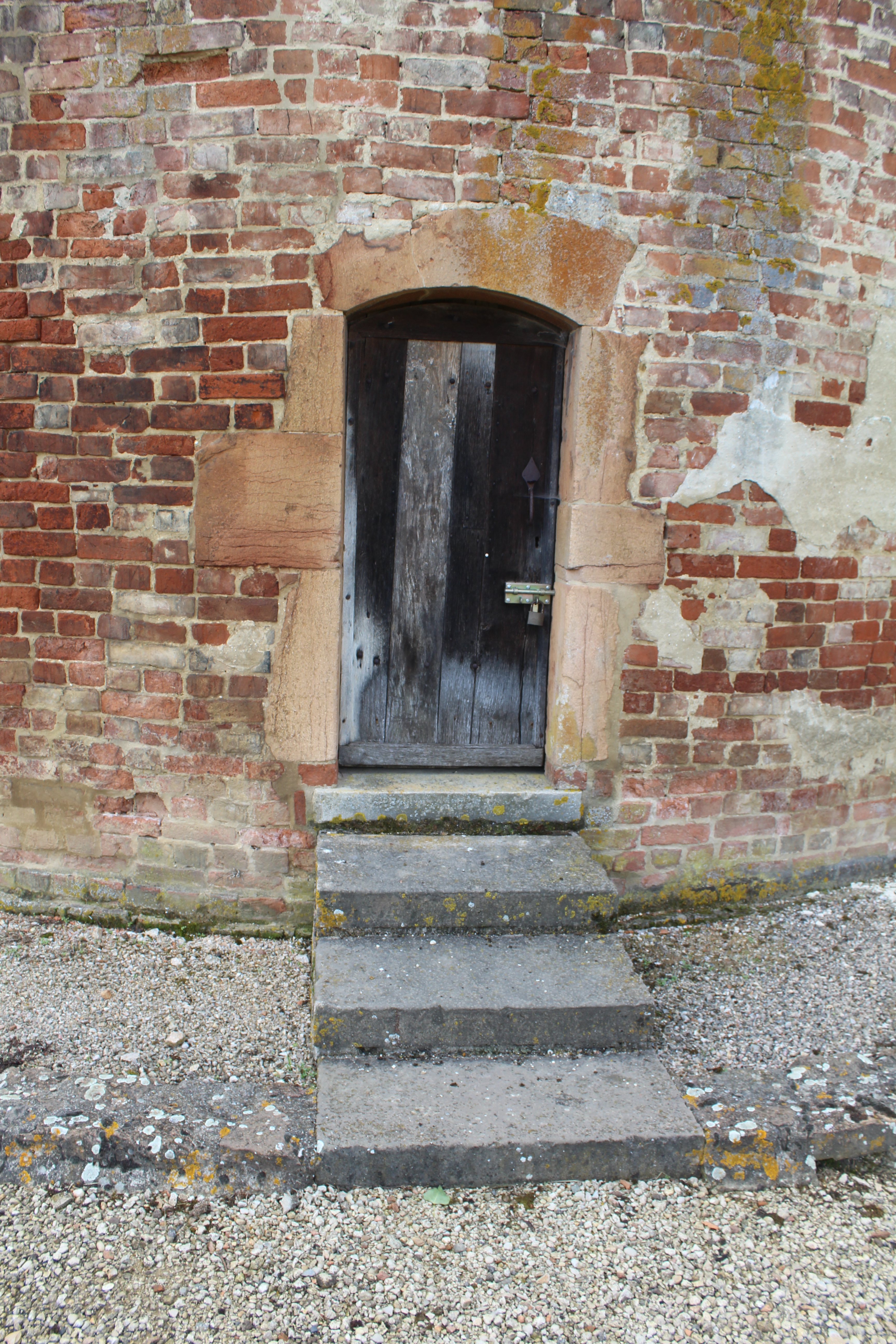
Eingang

Der Taubenturm (französisch colombier oder pigeonnier) in Perrex, einer französischen Gemeinde im Département Ain in der Region Auvergne-Rhône-Alpes, wurde im 16. Jahrhundert errichtet. Es handelt sich um ein zum ehemaligen Schloss in Perrex gehörendes, aus Ziegelsteinen errichtetes  Taubenhaus, das auch heute noch von Tauben bewohnt wird.